# Qujing International Challenger
Il Qujing International Challenger è un torneo professionistico maschile di tennis che si gioca dal 2018 e che fa parte dell'ATP Challenger Tour. Si gioca sui campi in cemento all'aperto del Parco della cultura e dello sport a Qujing, in Cina. La prima edizione si è disputata tra il 19 e il 25 marzo 2018 e aveva un montepremi di 75 000 dollari.

## Albo d'oro

### Singolare
| Anno | Campione     | Finalista | Punteggio   |
| ---- | ------------ | --------- | ----------- |
| 2018 | Malek Jaziri | Blaž Rola | 7–6(5), 6-1 |

### Doppio
| Anno | Campioni                       | Finalisti      | Punteggio            |
| ---- | ------------------------------ | -------------- | -------------------- |
| 2018 | Aljaksandr Bury Peng Hsien-yin | Wu Di Zhang Ze | 6(3)–7, 6-4, [12-10] |